# Chiesa dell'Assunzione di Maria Vergine (Neviano degli Arduini, Cedogno)
La chiesa dell'Assunzione di Maria Vergine è un luogo di culto cattolico dalle forme rinascimentali, situato in strada della Chiesa a Cedogno, frazione di Neviano degli Arduini, in provincia e diocesi di Parma; è sede di una parrocchia compresa nella zona pastorale della Montagna.

## Storia
Il luogo di culto originario fu eretto in epoca medievale; la più antica testimonianza della sua esistenza risale al 1230, quando la Capelle de Cedogno fu citata nel Capitulum seu Rotulus Decimarum della diocesi di Parma tra le dipendenze della pieve di Sasso.
L'edificio fu menzionato anche nel Regesto antico del 1493.
Nella prima metà del XVI secolo, in seguito alla distruzione, unitamente all'abitato di Rivarola, della cappella medievale dedicata a san Lorenzo a causa di una frana, il suo titolo fu unito alla cappella di Cedogno. Tuttavia, pochi anni dopo anche quest'ultima fu abbattuta da uno smottamento e nel 1563 fu ricostruita ai margini del borgo.
Nel 1564 la chiesa fu elevata a sede parrocchiale autonoma.
Il 13 maggio 1656 il tempio fu consacrato dal vescovo di Parma Carlo Nembrini.
Nel 1726 fu edificato il campanile sulla destra della chiesa; la torre fu sopraelevata nel 1894, murando anche le bifore della cella campanaria originaria.
Nel XX secolo l'edificio fu sottoposto a una serie di lavori. Nel 1933 fu rifatta la pavimentazione interna, con la rimozione delle antiche sepolture. Tra il 1940 e il 1945 la chiesa fu internamente restaurata e affrescata da Emanuele Quintavalla, mentre nel 1950 fu aggiunto il fonte battesimale in pietra. Nel 1984 fu sostituita ancora la pavimentazione interna, mentre tra il 1989 e il 1990 furono rifatte le coperture.

## Descrizione

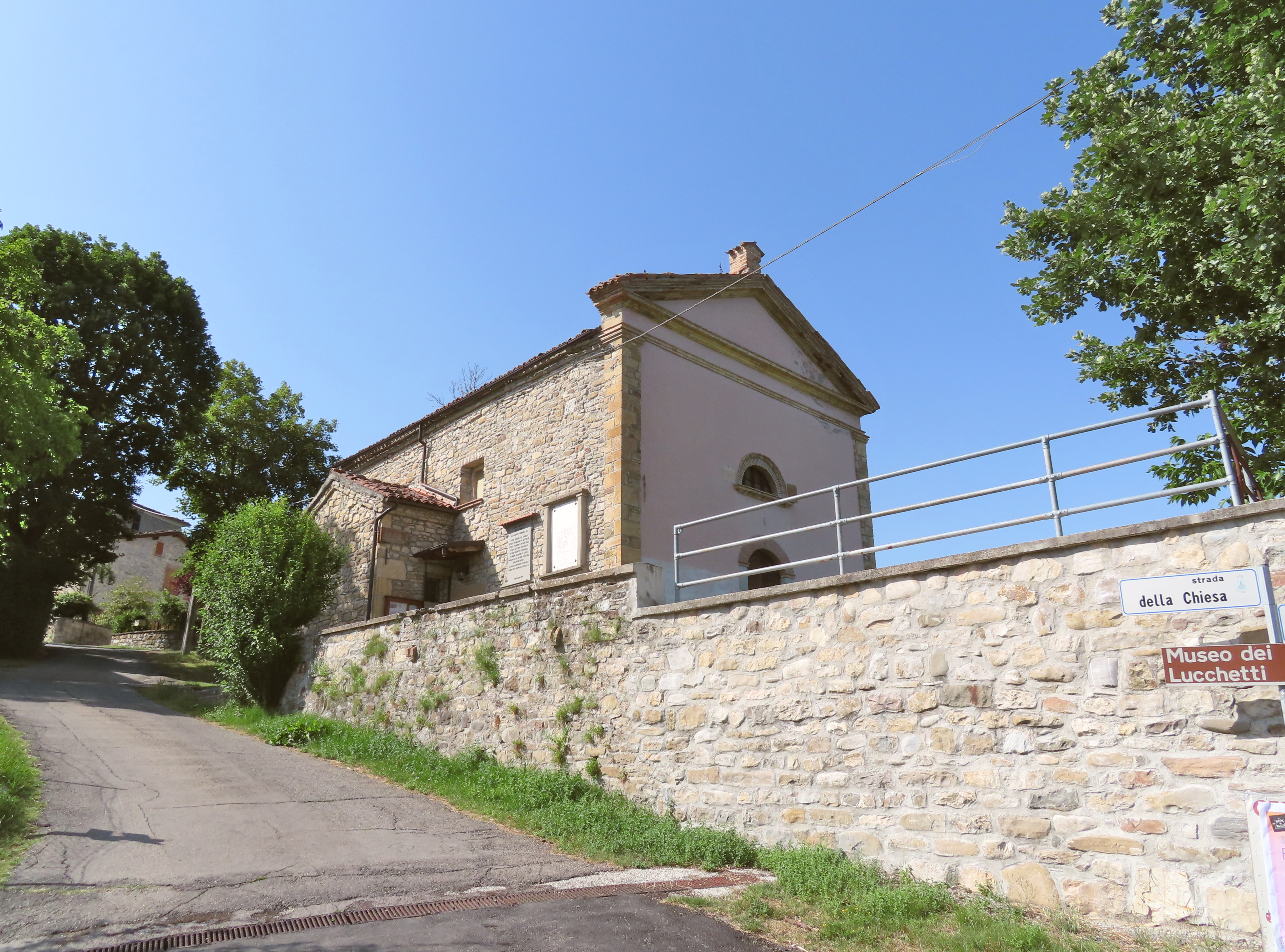
Facciata e lato sud-ovest

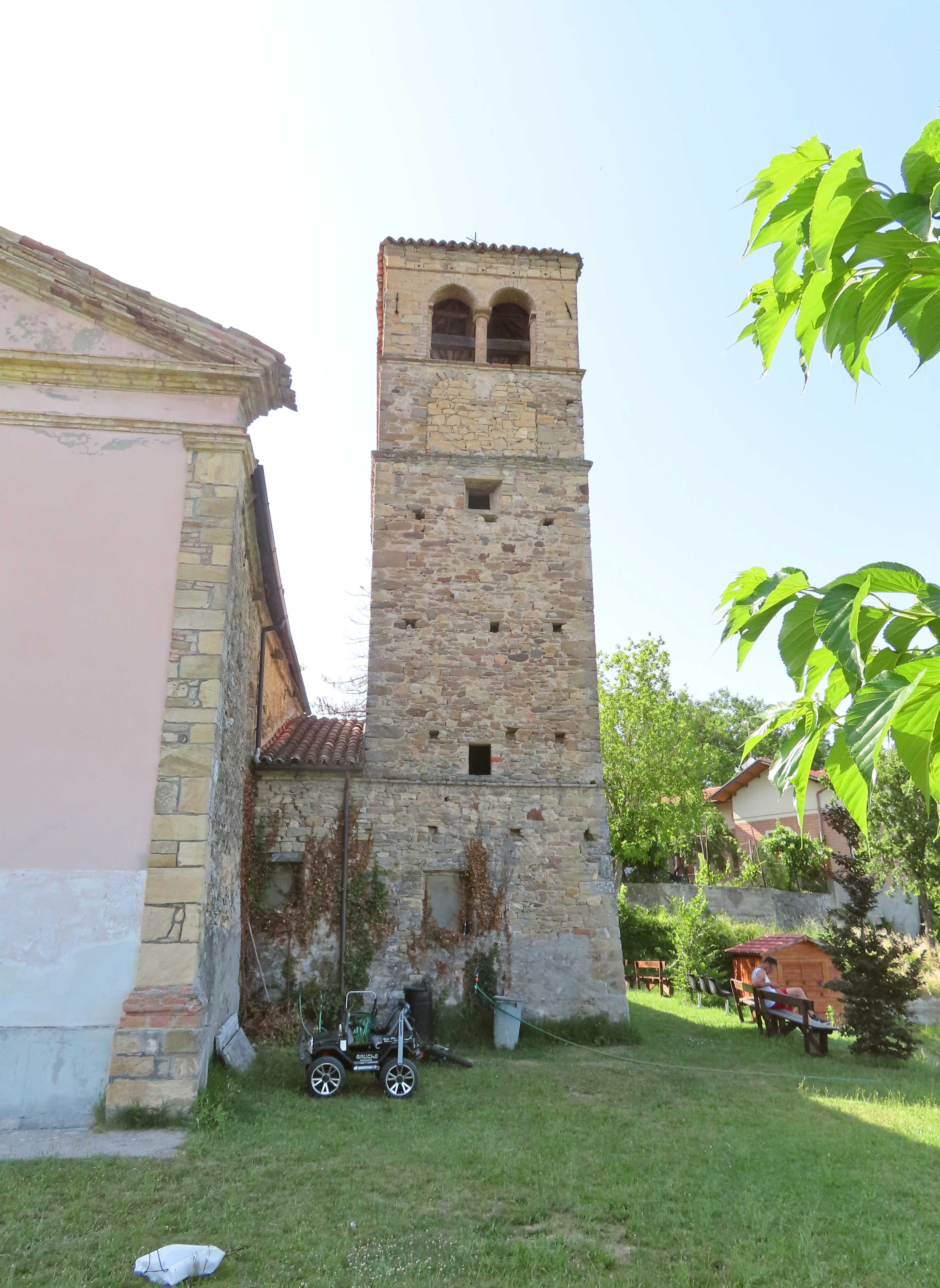
Campanile

La chiesa si sviluppa su un impianto a navata unica affiancata da due cappelle per lato, con ingresso a sud-est e presbiterio a nord-ovest.
La simmetrica facciata a capanna, intonacata, è delimitata da due lesene in pietra alle estremità; al centro è collocato l'ampio portale d'ingresso ad arco ribassato, incorniciato e sormontato da una finestra a lunetta, ai cui lati sono murate due epigrafi a testimonianza della costruzione e della consacrazione della chiesa; in sommità si staglia un ampio frontone triangolare con cornice in laterizio in rilievo.
Dai fianchi rivestiti in pietra aggettano i bassi volumi delle cappelle laterali; sulla destra si erge su un alto basamento a scarpa il campanile, la cui cella campanaria si affaccia sulle quattro fronti attraverso bifore scandite da colonnine.
All'interno la navata, coperta da un soffitto settecentesco a cassettoni lignei dipinti con simboli biblici, è affiancata dalle ampie arcate a tutto sesto attraverso le quali si affacciano le cappelle laterali, chiuse superiormente da volte a botte.
Il presbiterio, lievemente sopraelevato, è preceduto dall'arco trionfale; l'ambiente, coronato da una volta a botte, accoglie l'altare maggiore ligneo a mensa, aggiunto intorno al 1980; sul fondo si staglia, all'interno di un'ampia cornice, la pala raffigurante la Madonna, eseguita intorno al 1930 da Violante Garulli.